# Брайт Фоллс
«Брайт Фоллс» (англ. Bright Falls) — финно-американский мистический мини-сериал. Является приквелом к игре Alan Wake. Состоит из шести коротких эпизодов, автором сценария и режиссёром которых выступает Филлип Ван. В мае 2010 года сериал стал доступен для просмотра на YouTube.
Несколько актёров, с чьей внешности моделировали персонажей в игре, снялись в роли своих героев «вживую».

## Сюжет
События веб-сериала разворачиваются в небольшом городке Брайт-Фоллс в штате Вашингтон. Главный герой, журналист Джейк Фишер, отправляется в Брайт-Фоллс, чтобы взять интервью у учёного и писателя, доктора Эмиля Хартмана. Остановившись в городе на некоторое время, Джейк сталкивается с тёмными силами, обитающими в лесу.

## В ролях
| Актёр             | Роль                                |
| ----------------- | ----------------------------------- |
| Кристофер Форсайт | журналист Джейк Фишер (6 эпизодов)  |
| Эллисон Лэнг      | Эллен Адамс (3 эпизода)             |
| Илкка Вилли       | писатель Алан Уэйк (3 эпизода)      |
| Купер Хукаби      | владелец отеля Сэм Смит (3 эпизода) |
| Меритт Бартлс     | официантка Роуз Даркенс (3 эпизода) |
| Том Нунен         | Хэл (3 эпизода)                     |
| Брюс Кацман       | доктор Эмиль Хартман (2 эпизода)    |
| Эмили Петерсон    | Элис Уэйк (1 эпизод)                |

## Эпизоды
Ниже приведён список эпизодов сериала:
1. Oh Deer (05:18)
2. Time Flies (07:19)
3. Lights Out (05:39)
4. Local Flavor (04:12)
5. Off the Record (05:18)
6. Clearcut (06:37)

## Отзывы и критика
«Брайт-Фоллс» и его таинственную атмосферу сравнивали со знаменитым сериалом Дэвида Линча «Твин Пикс». Также было отмечено влияние на сериал творчества Стивена Кинга.